# 제천간디학교

제천간디학교는 중고등 6년제 대안학교다.

## 교훈
'사랑'의 원칙

'자발성'의 원칙

## 교가
| 〈꿈꾸지 않으면〉 작사 양희창 작곡 장혜선 |
| 꿈꾸지 않으면 사는 게 아니라고 별 헤는 맘으로 없는 길 가려네 사랑하지 않으면 사는 게 아니라고 설레는 마음으로 낯선 길 가려 하네 아름다운 꿈꾸며 사랑하는 우리 아무도 가지 않는 길 가는 우리들 누구도 꿈꾸지 못한 우리들의 세상 만들어 가네 배운다는 건 꿈을 꾸는 것 가르친다는 건 희망을 노래하는 것 배운다는 건 꿈을 꾸는 것 가르친다는 건 희망을 노래하는 것 우리 알고 있네 배운다는 건 가르친다는 건 희망을 노래하는 것 우리 알고 있네 |

## 연혁
- 1994 12월 경남 산청군 신안면 외송리 122에 간디 농장을 열다

- 1995 12월 학교설립을 위한 예비학사 세미나 열다
- 1996 3월 1년 과정의 교사 훈련과정을 시작하다. 8월 초등학생을 위한 계절학교를 열다
- 1997 3월 27명 학생을 맞아 간디청소년학교를 열다
- 2000 6월 양희창 선생 2대 교장 취임하다
- 2002 9월 제천시 덕산면으로 중학교 과정을 분리, 이전하다. 9월 제천 ‘간디청소년학교’ 개교하다
- 2005 9월 ‘제천간디학교’로 학교명을 바꾸다
- 2006 3월 중,고 통합 6년과정 시작하다. 6월 신축 ‘생활관’ 착공하다
- 2007 5월 생활관 완공
- 2012 5월 ‘제천간디학교 10주년’ 기념하다. 8월 손진근 선생 ‘제천간디학교’ 2기 교장 취임하다
- 2017 3월 이병곤 선생 ‘제천간디학교’ 3기 교장 취임하다
- 2018 3월 새로운 교육과정 시작하다